# Stepping Stone
Singles de Jimi Hendrix
Stone Free
(1969) Voodoo Child (Slight Return)
(1970)
War Heroes
Peter Gunn Catastrophe Midnight
First Rays of the New Rising Sun
Beginnings My Friend
Stepping Stone est une chanson écrite par Jimi Hendrix présente sur son troisième album studio posthume War Heroes sorti en 1972. Il est sorti auparavant en single le 8 avril 1970 aux États-Unis avec en face B Izabella. C'est le dernier single de Hendrix sorti de son vivant.
Écrite et produite par Hendrix, la chanson a été enregistrée début 1970 avec son groupe Band of Gypsys accompagné de Billy Cox et Buddy Miles.

## Historique

### Genèse et enregistrement avec le Band of Gypsys
La chanson apparait pour la première fois lors du concert de Jimi Hendrix avec sa formation éphémère Gypsy Sun and Rainbows au festival de Woodstock le 18 août 1969 en partie (deux couplets) insérée dans l'interprétation de Voodoo Child (Slight Return). Bien que le chant de cette partie ne soit pas à la hauteur, cette performance apparait dans l'album Live at Woodstock en 1999.
Les premières démos de la chanson, alors intitulée Sky Blues Today, apparaissent pour la première fois en studio le 30 août 1969 à la Hit Factory à New York toujours avec le Gypsy Sun and Rainbows, dont fait partie le batteur Mitch Mitchell. Mais ces sessions ne sont pas productives. Une nouvelle séance se déroule donc aux Record Plant Studios, mais tourne vite au désastre avec le départ du guitariste Larry Lee, mettant fin au groupe Gypsy Sun and Rainbows.
Ainsi, Jimi monte un nouveau trio, Band of Gypsys, avec ses amis Buddy Miles à la batterie et Billy Cox (présent dans la précédente formation) à la basse. Ensemble, ils travaillent la chanson les 24, 25 et 27 septembre et 7 novembre 1970.
Le 14 novembre, Jimi et Buddy Miles enregistrent une longue jam session en studio durant laquelle est enregistré la piste de base de la chanson Stepping Stone (à la quatorzième prise). Cette session apparait dans le pirate officiel Morning Symphony Ideas. La chanson est travaillée avec de nouveaux ajouts le 17 et 18 novembre, dont la basse de Billy Cox. Cette version apparait dans l'album posthume Both Sides of the Sky en 2018. Le trio l'interprète deux fois ensuite lors des concerts du 31 décembre 1969 (second concert) et du 1er janvier 1970 (premier concert) au Fillmore East.
Mais le guitariste, n'étant pas satisfait, décide de reprendre la chanson dans totalité dans les jours suivants. Ainsi, le 7 janvier 1970, le groupe enregistre de nouvelles versions du morceau alors nommé I'm a Man et garde la troisième prise comme piste de base. Les 17 et 20 janvier Jimi ajoute des guitares et renomme la chanson en Sky Blues Today. Jimi effectue de premiers mixages de la chanson avec l'ingénieur du son Bob Hughes le 22 janvier et le 12 février non satisfaisants. La chanson est définitivement mixée 15 février et prend enfin le nom de Stepping Stone.

### Parutions et nouveaux enregistrements
La chanson est publiée pour la première fois en single sous le nom de Hendrix Band of Gypsys le 13 avril 1970 en Amérique du Nord seulement, accompagné de Izabella en face B. Celui-ci entre dans les classements Record World le 25 avril à la modeste 133e place et reste classé pendant 9 semaines. Cependant, il n'entre pas dans le classement Billboard.
Le guitariste n'est pas satisfait du résultat : « Quelques copies sont sorties ici sans basses. Il a fallu dire au gars de la remixer, mais il ne l'a pas fait »,. Le single n'est plus réédité par la suite, et les versions des chansons parues en single ne sont pas encore ressorties depuis.
Hendrix étant perfectionniste, il se satisfait pas du dernier mix de Stepping Stone. Il retravaille la chanson dans son nouveau studio Electric Lady le 26 juin 1970. Il ajoute de nouvelles parties de guitares et de chants, tandis que le batteur Mitch Mitchell qui remplace Buddy Miles réenregistre la batterie. Par la suite, le guitariste ne la travaillera plus de son vivant. Cette version est mixée post-mortem par Eddie Kramer le 3 décembre 1970 toujours aux studios Electric Lady. Cette version est publiée par Michael Jeffery dans l'album posthume War Heroes en 1972, puis dans le cinquième album First Rays of the New Rising Sun en 1997 par la famille du guitariste. Néanmoins, une nouvelle version retravaillée par le producteur Alan Douglas avec une nouvelle partie de batterie jouée par Bruce Gary est publiée en 1995 dans l'album posthume controversée Voodoo Soup qui n'est pas réédité.

## Analyse
Stepping Stone est un autre rescapé du Band of Gypsys. Paru en single en avril 1970, le perfectionniste Hendrix n'était pas satisfait de la chanson. Le 26 juin 1970, avec Mitch Mitchell qui avait rejoint le groupe, il refait de nouvelles parties de guitare et ils réenregistrent la batterie. Titre aux arrangements complexes, la chanson pêche par une rythmique mal affirmée que ni Buddy Miles ni Mitch Mitchell n'arrivent à insuffler un véritable groove au morceau, et contient trop d'overdubs de guitares.

## Musiciens
- Jimi Hendrix : chant, guitare, production
- Billy Cox : basse
- Buddy Miles : batterie sur le single
- Mitch Mitchell : batterie sur l'album